# Panevėžys (district)
Panevėžys is een van de tien districten van Litouwen en ligt in het noorden van het land. De hoofdstad is de gelijknamige stad Panevėžys (115.314 inwoners).

## Bevolking
Volgens de Sovjetvolkstelling van 1970 leefden er 282.199 mensen in het district Panevėžys. Dit aantal nam langzaam toe en bereikte in 1989 een hoogtepunt met ruim 317.000 inwoners. Sindsdien daalt de bevolking in een rap tempo.
| aantal inwoners | 282.199 | 299.337 | 317.176 | 299.990 | 250.390 |

## Gemeenten
| Gemeente                      | Inwoners | Hoofdplaats |
| ----------------------------- | -------- | ----------- |
| Biržai                        | 35.500   | Biržai      |
| Kupiškis                      | 24.600   | Kupiškis    |
| Panevėžys (stadsgemeente)     | 119.800  | Panevėžys   |
| Panevėžys (districtsgemeente) | 42.900   | Panevėžys   |
| Pasvalys                      | 35.000   | Pasvalys    |
| Rokiškis                      | 42.500   | Rokiškis    |

Alytus · Kaunas · Klaipėda · Marijampolė · Panevėžys · Šiauliai · Tauragė · Telšiai · Utena · Vilnius